# Alcóntar
Alcóntar este un municipiu în provincia Almería, Andaluzia, Spania cu o populație de 647 locuitori.